# Trofeul Carpați (handbal feminin) - Ediția a 33-a
Competiția din 1997 reprezintă a 33-a ediție a Trofeului Carpați la handbal feminin pentru senioare, turneu amical organizat anual de Federația Română de Handbal cu începere din anul 1959. Ediția din 1997, la care au luat parte patru echipe naționale, a fost găzduită de orașul Râmnicu Vâlcea și s-a desfășurat între 21-23 noiembrie 1997, în Sala Sporturilor Traian din localitate. Câștigătoarea turneului a fost selecționata Danemarcei.

## Echipe participante

### România
Pentru meciurile ediției din 1997, antrenorii Cornel Bădulescu și Gheorghe Tadici, selecționerii naționalei de senioare a României, au convocat următorul lot:
| Portari - Carmen Petca - Olimpia Vereș - Mihaela Ciobanu Extreme stânga - Alina Dobrin - Corina Brici Intermediari stânga - Roxana Gheorghiu - Valeria Motogna - Alina Țurcaș | Centri - Mihaela Apostol - Elena Iorgu Pivoți - Luminița Stroe - Lăcrămioara Lazăr Intermediari dreapta - Mariana Târcă - Steluța Lazăr Extreme dreapta - Nicoleta Gâscă - Magdalena Urdea |

## Partide
Partidele s-au desfășurat pe durata a trei zile, între 21-23 noiembrie 1997, în Sala Sporturilor Traian din Râmnicu Vâlcea. Meciurile au fost arbitrate de un cuplu de arbitri din Slovenia, unul din Bulgaria și două din România, Valter Dăncescu-Ion Mateescu și Toma Pleșa-Octavian Pripas.
| 21 noiembrie 1997 18:15 | România | 25 - 27 | Germania | Sala Sporturilor Traian, Râmnicu Vâlcea |
| 21 noiembrie 1997 18:15 | (13-15) |         |          | Sala Sporturilor Traian, Râmnicu Vâlcea |
| 21 noiembrie 1997 18:15 |         |         |          | Sala Sporturilor Traian, Râmnicu Vâlcea |

| 21 noiembrie 1997 20:00 | Danemarca | v | Rusia | Sala Sporturilor Traian, Râmnicu Vâlcea |
| 21 noiembrie 1997 20:00 |           |   |       | Sala Sporturilor Traian, Râmnicu Vâlcea |
| 21 noiembrie 1997 20:00 |           |   |       | Sala Sporturilor Traian, Râmnicu Vâlcea |

| 22 noiembrie 1997 16:30 | Germania | v | Rusia | Sala Sporturilor Traian, Râmnicu Vâlcea |
| 22 noiembrie 1997 16:30 |          |   |       | Sala Sporturilor Traian, Râmnicu Vâlcea |
| 22 noiembrie 1997 16:30 |          |   |       | Sala Sporturilor Traian, Râmnicu Vâlcea |

| 22 noiembrie 1997 18:15 | România | 27 - 35 | Danemarca | Sala Sporturilor Traian, Râmnicu Vâlcea |
| 22 noiembrie 1997 18:15 | (11-17) |         |           | Sala Sporturilor Traian, Râmnicu Vâlcea |
| 22 noiembrie 1997 18:15 |         |         |           | Sala Sporturilor Traian, Râmnicu Vâlcea |

| 23 noiembrie 1997 10:00 | Germania | v | Danemarca | Sala Sporturilor Traian, Râmnicu Vâlcea |
| 23 noiembrie 1997 10:00 |          |   |           | Sala Sporturilor Traian, Râmnicu Vâlcea |
| 23 noiembrie 1997 10:00 |          |   |           | Sala Sporturilor Traian, Râmnicu Vâlcea |

| 23 noiembrie 1997 11:45 | România | 29 - 31 | Rusia | Sala Sporturilor Traian, Râmnicu Vâlcea |
| 23 noiembrie 1997 11:45 | (13-16) |         |       | Sala Sporturilor Traian, Râmnicu Vâlcea |
| 23 noiembrie 1997 11:45 |         |         |       | Sala Sporturilor Traian, Râmnicu Vâlcea |

## Clasament și statistici

### Clasamentul final
|   | Danemarca |
|   | Rusia     |
|   | Germania  |
| 4 | România   |

### Marcatoarele echipei României
Conform paginii oficiale a FRH:
| Poz. | Nume              | Echipă  | Goluri |
| ---- | ----------------- | ------- | ------ |
| 1    | Roxana Gheorghiu  | România | 29     |
| 2    | Mariana Târcă     | România | 14     |
| 3    | Alina Dobrin      | România | 9      |
| 4    | Magdalena Urdea   | România | 8      |
| 5    | Luminița Stroe    | România | 7      |
| 6    | Mihaela Apostol   | România | 4      |
| 6    | Valeria Motogna   | România | 4      |
| 8    | Steluța Lazăr     | România | 3      |
| 9    | Lăcrămioara Lazăr | România | 2      |
| 9    | Alina Țurcaș      | România | 2      |